# Annona williamsii
Annona williamsii är en kirimojaväxtart som först beskrevs av Henry Hurd Rusby och Robert Elias Fries och som fick sitt nu gällande namn av Heimo Rainer.
Annona williamsii ingår i släktet annonor och familjen kirimojaväxter. Inga underarter finns listade i Catalogue of Life.